# Säckelmeister
Säckelmeister (Säckelwart, Seckelmeister, Sekelmeister oder Kassenwart, Schatzmeister, Kassierer, Kassirer, Kämmerer u. ä.) ist eine in Deutschland, Österreich und der Schweiz seit dem Spätmittelalter übliche Bezeichnung für den Vorgesetzten oder Verantwortlichen einer Geldeinnahme von öffentlich respektive für das Gemeinwesen zu verwendenden Geldern, Vermögen (Staatsschatz) oder Gütern, sei es in der staatlichen Verwaltung, im Vereinswesen oder bei politischen Parteien. Der Name leitet sich vom althochdeutschen seckel ‚Geldbeutel‘ her, das seinerseits auf lateinisch saccellus, Diminutiv von saccus ‚Sack‘, zurückgeht.
Der Begriff Säckelmeister gilt in der Schweiz heute noch als Funktionsbezeichnung in einigen öffentlichen Verwaltungen. Im Kanton Appenzell Innerrhoden ist Säckelmeister der offizielle Titel des Vorstehers des Finanzdepartements, d. h. des Finanzministers. Auch auf kommunaler Ebene, meist in kleineren Gemeinden der Innerschweiz, bezeichnet er den Finanzverantwortlichen, ebenso im Vereinswesen (etwa bei Zünften).
Als Landessäckelmeister wurde in der Alten Eidgenossenschaft üblicherweise der Verwalter des kantonalen Staatsschatzes bezeichnet. In der Stadt und Republik Bern war der Deutsch-Seckelmeister für die Verwaltung der im deutschsprachigen Teil gelegenen Güter und Einkünfte und der Welsch-Seckelmeister für die in der Waadt generierten Einkünfte zuständig.
Im allgemeinen deutschsprachigen Gebrauch scheint die Bezeichnung im Vereinswesen und bei politischen Organisationen weiterhin länderübergreifend für Schatzmeister Verwendung zu finden.